# Corydalis intermedia
La aristoloquia fabácea (Corydalis intermedia) es una especie de la subfamilia Fumarioideae, antigua familia Fumariaceae. Es originaria del norte y centro de Europa y su hábitat son bosques de suelos calcáreos.

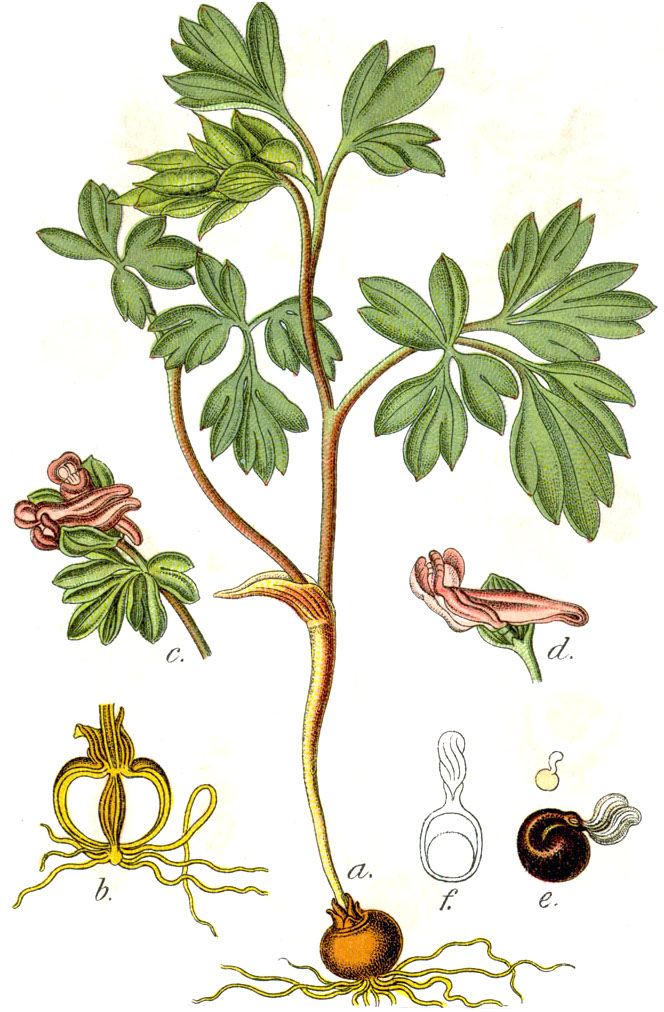
Ilustración

## Descripción
Planta perenne de hasta 20 cm, con inflorescencia terminal corta de 2-8 flores espolonadas moradas, bajo brácteas enteras. Flores 1-1,5 cm de largo; Espolón recto o curvo. 1-2 hojas caulinares, 2 veces trilobuladas, con una escama oval debajo de la hoja inferior. Cápsula 1,5-2 cm, y cabillo corto. Florece en primavera.

## Taxonomía
Corydalis intermedia  fue descrita por (L.) Mérat y publicado en Nouvelle Flore des Environs de Paris 272. 1812.
Etimología
Corydalis: nombre genérico que deriva de una palabra griega ( korydalis ) que significa "alondra" y se refiere al espolón terminal de la flor que se asemeja a la punta trasera de las alondras. Otras etimologías se refieren a la similitud de la flor con la cresta de la alondra. El primero en utilizar el término para estas plantas fue el antiguo médico griego Galeno ( Pérgamo, 129 - 216) y el naturalista belga Rembert Dodoens, que vivió entre 1517 y 1585.
intermedia: epíteto latino que significa "intermedia".
Sinonimia
- Corydalis fabacea Pers.
- Fumaria intermedia Ehrh.
- Pistolochia intermedia Bernh.[5]
- Fumaria fabacea Retz. [1795, Prodr. Fl. Scand., ed. 2: 167] [nom. illeg.]
- Corydalis bulbosa subsp. fabacea (Retz.) Bonnier & Layens [1894, Fl. Fr.: 14]
- Bulbocapnos intermedius (L.) Trinajstic
- Bulbocapnos fabaceus (Retz.) Kirschl. [1870, Fl. Vogéso-Rhénane, 1: 22]
- Fumaria bulbosa var. intermedia L. [1753, Sp. Pl., éd. 1: 699]
- Fumaria bulbosa subsp. intermedia (L.) Ehrh.[6]
- Capnites fabacea Dumort.
- Capnoides fabacea (Pers.) Lyons
- Capnoides intermedia Kuntze
- Capnoides minor Schumach. ex DC.
- Corydalis alpina J.Gay
- Pseudofumaria intermedia Borkh.[7]